# Juba I
Juba I de Numidia  (85 a. C. - 46 a. C.) fue rey de Numidia desde el 60 a. C. al 46 a. C. Consiguió su derecho al trono por favor de Pompeyo y era hijo de Hiempsal II de Numidia.
Durante la segunda guerra civil de la República romana, ayudó a la facción conservadora en contra de César, teniendo que hacer frente junto a Publio Atio Varo al ejército de Curio quien, por orden de César, lo declaró enemigo del pueblo romano, privándolo del derecho al reino.

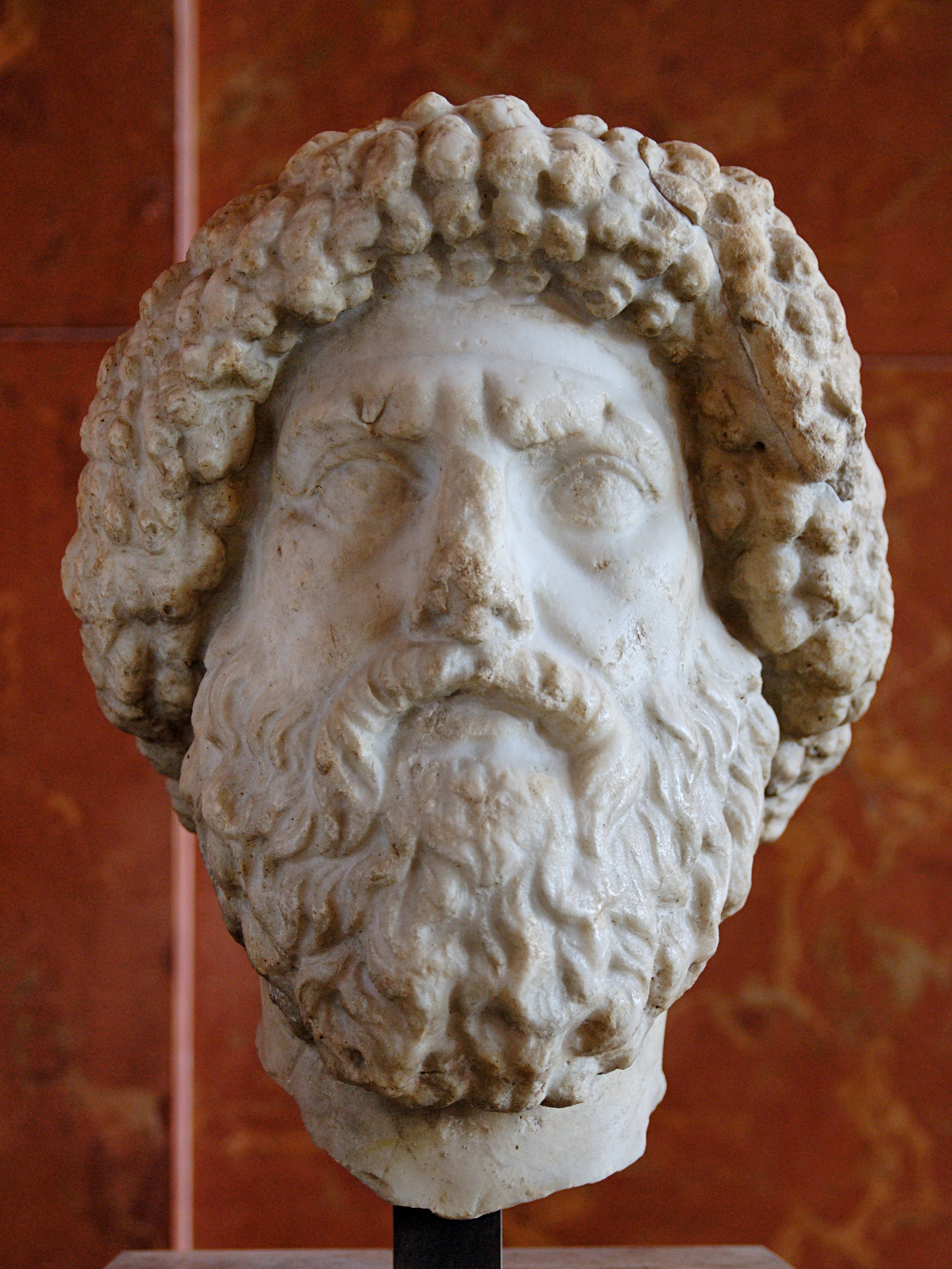
Juba I.

En la batalla de Tapso aportó gran cantidad de hombres y elefantes. Tuvo que dividir sus fuerzas debido a la invasión del oeste de Numidia por el rey de Mauritania Boco II, aliado de César, que consiguió tomar Cirta, la capital númida.
Tras la victoria de César en Tapso, Juba se suicidó y Numidia fue incorporada a los territorios africanos de Roma en el año 46 a. C. Su hijo Juba II ascendió al trono de Numidia años después, auspiciado por César Augusto.